# 易健兒
易健兒（英語：Creamy Yick；1993年10月25日—），香港女演員及YouTuber。

## 簡歷
易健兒中學時就讀葵涌蘇浙公學，2012年就讀嶺南大學持續進修學院，修讀創意媒體設計高級文憑，2013年起於海洋公園工作。2014年開始製作網絡影片於YouTube平台發展，同時亦任職「Umovie」後製人員。及後開始與游學修、何啟華、劉展翹等參與網絡創作團體「學舌鳥 Mocking Jer」之幕前演出，同年與劉展翹組成YouTuber女子組合「易劉」，至2017年解散。
2015年起，易健兒加入網絡創作團體「CapTV擷電視」，與游學修、許賢、蘇致豪、劉展翹等擔任常駐幕前成員，同年演出影視作品。2016年起於CapTV演出並自編自導一些短劇，當中有不少作品都大受觀眾歡迎。
2016年-2017年期間易健兒亦於龍華軒Coffee Lowa工作。
2018年起，易健兒與同為「CapTV擷電視」的前成員許賢、蘇致豪、LD發創立YouTube頻道「金剛Crew」。
2017年起開始與男朋友、YouTuber崔智雄合作拍攝短片。她亦有個人 YouTube 頻道。然而，2022年6月起，arhoTV接連爆出多項負面新聞，包括「淘寶事件」及設立NFT和AMA直播的決定受到猛烈的批評，及後於同年11月進行退款事宜時，又被網媒拍攝到頻道工作人員疑對排隊要求退款人士作出不友善態度及出現言語爭執，以及對部份貨品不肯退款等事故。及後，她將Youtube及各社交媒體上的影片、發文及圖片均清空，Facebook帳號亦停止使用。

## 演出作品

### 電視劇（ViuTV）
- 2017年：《瑪嘉烈與大衛系列 前度》飾 大輝Fans（第19集）
- 2018年：《身後事務所》 飾 占卜師
- 2019年：《仇老爺爺》 飾 大學生（第7集）
- 2019年：《娛樂風雲》 飾 不良少女（第87集）
- 2020年：《歎息橋》 飾 苗嘉嘉

### 電視節目（ViuTV）
- 2019年：《我食飯你埋單》參賽者
- 2020年：《萬人幫拖搞邊科》第3集 嘉賓
- 2020年：《辣伙頭·開火》第13集 嘉賓
- 2020年：《總有一瓣喺左近》第170集 嘉賓
- 2021年：《克服他她它》第5集 嘉賓
- 2021年：《嫌疑事件簿》第7-8集
- 2021年：《囝囝女女730》第147集 嘉賓
- 2022年：《打開你雪櫃》第6集 嘉賓
- 2022年：《瘋火與膠七》第3集 嘉賓

### 電視節目（無綫電視）
- 2015年：《網絡挑機》第8集

### 電視節目（港台電視）
- 2016年：《同行者》演出

### 電視節目（香港開電視）
- 2019年：《走塑咪走數》

### 教育電視（ETV）
- 2016年：《金錢的運用》

### 電影
- 2015年：《哪一天我們會飛》 飾演 司儀
- 2017年：《風景》
- 2018年：《某日某月》 飾演 女同學C
- 2018年：《非同凡響》 飾演 Alice
- 2019年：《G殺》 飾演 同班女同學
- 2019年：《非分熟女》 飾演 病人
- 2020年：《金都》 飾演 新娘
- 2021年：《狂舞派3》 飾演 細蚊
- 2022年：《猛鬼3寶》 飾演 腐大師

### 微電影
- 2014年：《點解新年要拜年》飾演 健兒
- 2014年：《浴室裡根本無人，水 是我開的》飾演 Kelly
- 2014年：《歸野犬》飾演 Step
- 2014年：《聖誕先嚟入差館》飾演 主角女朋友
- 2015年：《二月‧十四》飾演 主角女朋友
- 2015年：《穿著校服的時光》飾演 女神
- 2015年：《瘋子的世界》飾演 小妹
- 2018年：《鬆鬆那年》飾演 少女
- 2019年：《大鑊廚聖》飾演 美女侍應
- 2021年：《尋人啟事》

### 短片
- 2014年：《我地有特別既宣傳技巧》
- 2014年：《陳浩南教書篇》
- 2015年：《搖擺天使》
- 2015年：《親親水客 你我有責》
- 2015年：《Escape》
- 2015年：《Creamy大戰Creamy》
- 2015年：《爛桃花事件簿》
- 2015年：《環保柚子燈籠》
- 2015年：《環保水上燭臺》
- 2015年：《2015中秋特輯 - 月光光MV》
- 2016年：《文言文精讀手冊》
- 2016年：《趕女》
- 2016年：《神奇血清》
- 2016年：《幸福論》
- 2016年：《Moonwalk教學》
- 2016年：《科技與𥄫女》
- 2016年：《急救天書》
- 2017年：《保險知識競技大賽》
- 2018年：《記得幾個小商場》
- 2020年：《全城最 WOW KOL 選舉 2020》
- 2021年：《尋找天水圍人 接歌chellage（美人篇）》
- 2021年：《天水圍一日遊の食盡良心小店（美食篇）》
- 2021年：《天水圍青春少年物語（美景篇）》
- 2021年：《少女中性大改造》

### 廣告
- 2015年：《穿玻璃，可升職？》職業訓練局廣告
- 2015年：《印銀紙，俾家用？》職業訓練局廣告
- 2015年：《變手機，俾客LIKE？》職業訓練局廣告
- 2017年：《屍殺學車》MEG 一站式學車廣告
- 2017年：《玩轉 Halloween Time》香港迪士尼廣告
- 2018年：《首次代幣發行和加密貨幣買賣風險高》投委會錢家有道廣告
- 2018年：《AA超能膠》東亞合成香港有限公司廣告
- 2021年：《森下仁丹2回殺脂》森下仁丹 Jintan Hong Kong廣告
- 2021年：《肌研光透潤面膜》肌研 Hada Labo Hong Kong廣告

### MV
- 2014年：《R U OK?》
- 2014年：《日日去鳩嗚》
- 2015年：《荒井》
- 2015年：《出走吧》
- 2015年：《Another Day》
- 2020年：Arho Sunny《悶 BORING》
- 2021年：ALPHA TONE《迷失的瞬間》

### 網絡作品（CapTV擷電視）
（有（*）為主角）
- 2015年：《吵架教室》（*）
- 2015年：《獨女過聖誕》（*）
- 2016年：《食飯360° 幫你埋單》
- 2016年：《畀你買起CapTV！！！》（*）
- 2016年：《最後召集！買起CapTV計劃！！！》（*）
- 2016年：《緊急見工の事務所》（*）
- 2016年：《目及女教室》
- 2016年：《易劉教室：賀年問候舞》（*）
- 2016年：《熱血小清新劇場：點解好笑》（編、導、演、剪）
- 2016年：《加油殘酷物語 CHEER UP》（編、導、演、剪）
- 2016年：《搞笑事務所の問題笑男》（編、導、演、剪）
- 2016年：《空頭支票君》（編、導、演、剪）
- 2016年：《暗黑小清新系列 What is your name?》（編、導、演、剪）
- 2016年：《請關懷健忘症患者》（編、導、演、剪）
- 2016年：《38實驗劇場：Day Of Being Creative》（編、導、演、剪）
- 2016年：《偵探劇場：我老豆不是我親生》（編、導、演、剪）
- 2016年：《行路教室》（*）
- 2016年：《瞬間の逆轉勝》
- 2016年：《韓戰 - k-pop與我》（*）
- 2016年：《CapTV一週年呈獻：片場風雲》
- 2016年：《你有冇聽我講嘢？》（*）
- 2016年：《靜音教室》
- 2016年：《搞笑殺手の笑死人！》
- 2016年：《聖誕派對の我要整菠蘿腸！》
- 2017年：《被選中的訓導》（配音）
- 2017年：《沙冷·氣唷》（*）
- 2017年：《聖誕樹殘酷物語》（*）

### 網絡作品（金剛Crew）
（有（*）為主角）
- 2018年：《遲到，應和誰交代？》（*）
- 2018年：《抖音爸大戰Youtuber》（*）
- 2018年：《第一種Hater》
- 2018年：《舊朋友而家做緊咩？》（*）
- 2018年：《有冇試過令朋友失望？》（*）
- 2018年：《小姐可唔可以幫個忙？》（*）
- 2019年：《過身吧！YouTuber！》（*）
- 2019年：《投資網片輕鬆賺十萬？》
- 2019年：《Chock聲的意義》
- 2020年：《與人相處時，如何營造神秘感？》（*）

## 電台訪問
| 日期         | 節目名稱       | 備註           |
| ------------ | -------------- | -------------- |
| 2022年2月5日 | 我是你的後援會 | 香港電台第二台 |

## 獎項
2021年度
- 2021年度Cloudbreakr （页面存档备份，存于）香港社交媒體影響力大獎「最佳互動率」第五位

## 公開活動
| 日期                 | 活動                                         | 備註                                      |
| -------------------- | -------------------------------------------- | ----------------------------------------- |
| 2016年12月3日        | 探索網絡創作人的創意腦細胞                   | 短片比賽《Recvolution》嘉賓               |
| 2018年10月-11月      | 《非同凡響》謝票場                           | 導演聯同一眾演員與觀眾作映後分享          |
| 2018年12月13日       | 香港演藝人協會 Google HK Youtube             | Youtube心得分享、網上視頻宣傳竅門及分析   |
| 2019年6月29日        | 學生有話兒 Teens@KiFF特訓班                  | Youtube宣傳策劃分享                       |
| 2019年7月30日        | 香港動漫電玩節 2019                          | PS4《Crash Team Racing Nitro-Fueled》嘉賓 |
| 2020年10月11日       | YouTube FanFest Hong Kong 2020               | 擔任活動嘉賓及演出                        |
| 2020年11月1日        | 賽馬會青創社區系列 一日挑戰「度拍剪」        | 擔任導師                                  |
| 2020年11月11日       | Smart Pet Pet 全城最 WOW KOL 選舉 2020       | 擔任評判                                  |
| 2020年11月28日       | 2020 Daayz K-pop Dance Cover Competition     | 擔任星級評判                              |
| 2020年12月13,20,27日 | 香港聖公會聖馬提亞綜合服務 Vlogging with KOL | 擔任導師                                  |
| 2021年3月13日        | 賽馬會綜合服務處 南區青年KOL大賽             | 擔任星級評判                              |
| 2021年5月7日         | 香港道教聯合會青松中學 Youtuber工作分享      | 擔任講座嘉賓                              |
| 2021年10月-11月      | K-11 白紙生活概念館                          | 粉絲見面會                                |
| 2021年11月5日        | Youtube fanfest Online Meet & Greet          | 網上粉絲見面會                            |
| 2021年11月13日       | Casetify_hk APM                              | 粉絲見面會                                |
| 2022年1月26-31日     | 日新神獸傳 Pop-up Store                      | 主辦人及粉絲見面會                        |
| 2022年2月13日        | 譚仔三哥米線 X arhoTV 戀愛加辣站             | 主持人                                    |
| 2022年6月5日         | ARTAVERSE 本地創作+NFT                       | 擔任講座嘉賓                              |

## 資料來源
1. ↑  網絡紅人涉足電視台　YouTuber「撈過界」？ （页面存档备份，存于） 大學線，2021年12月12日
2. ↑  易健兒Creamy IG擁11.2萬追蹤　曾與Dee@ERROR拍片 （页面存档备份，存于） 香港01，2021年6月23日
3. ↑  海洋公園迪士尼樂園14大靈異傳說！小小世界最猛鬼、纜車鬼影幢幢 （页面存档备份，存于） 香港01，2022年1月15日
4. ↑  90後少女做YouTuber圓演員夢 （页面存档备份，存于） 晴報，2016年6月3日
5. ↑  . TOPick. 2016-06-03  [2021-06-24]. （原始内容存档于2016-10-15）.
6. ↑  【專訪】Youtube少女組 易劉YickLau：我們沒退路 盼能做主演 （页面存档备份，存于） 橙新聞，2016年9月29日
7. ↑  「香港Youtube女神大對決」掀熱話 （页面存档备份，存于） 蘋果日報，2021年1月23日
8. ↑  試當真同CapTV取景地旺角龍華軒 曾是次文化集中地 Arho Sunny與Creamy在此邂逅 為生意轉做「雞翼放題」救亡卻失忠實顧客 陷困時有《開心的探熱機》相助 （页面存档备份，存于） MM - Mill MILK，2022年3月4日
9. ↑  趁拜年低調展示恩愛！明星們愛用的情侶穿搭術 （页面存档备份，存于） Yahoo新聞，2022年1月31日
10. ↑  【情侶裝】𡃁妹X怪叔叔中和成絕配的一對：思想唔夾外表襯都無用 （页面存档备份，存于） 香港01，2018年12月16日
11. ↑  香港Youtuber情侶檔超人氣甜蜜盤點！網民最愛情侶互整蠱 女生日常，2021年1月13日
12. ↑  YouTuber教路｜Sunny、Creamy家訪拜師 堅持年中無休一星期出三片 要靠YouTube賺錢有最低門檻 （页面存档备份，存于） 蘋果日報，2021年4月6日
13. ↑  
‘They haven’t gone away’: 3 years on, Hong Kong’s pro-democracy ‘yellow economy’ has paled, but support remains HKFP 香港自由新聞，2022年6月12日
14. ↑  「香港Youtube女神大對決」掀熱話！即睇12位候選女神，你識幾多個？女生日常，2021年1月26日
15. ↑  arhoTV退款｜Sunny及Creamy安排差？工作人員威嚇退錢者被批公關災難巨大化，GOtrip HK，2022年11月23日。

## 相關網頁
- 易健兒的Facebook專頁
- 易健兒的Instagram帳戶
- YouTube上的CreamyYick頻道
- 易健兒在互联网电影资料库（IMDb）上的資料（英文）
- 易健兒的新浪微博
- 易劉 YickLau的Facebook專頁
- YouTube上的易劉 YickLau頻道